# Ansgar Dreher
Ansgar Dreher OSB (* 18. November 1912 in Vilsingen als Leo Dreher; † 23. April 1990 in Beuron) war ein deutscher Benediktinermönch und Künstler.

## Kindheit und Jugendjahre
Leo Dreher wurde am 18. November 1912 in Vilsingen als jüngstes von sechs Kindern geboren. Seine Eltern waren der Maurermeister Leo Dreher sen. und dessen Ehefrau Balbina, geborene Kleiner. Schon in jungen Jahren musste Leo auf dem Hof seiner Eltern aushelfen. Der Vater bewirtschaftete diesen neben der Ausübung seines Maurerhandwerks. Von 1918 bis 1925 besuchte er die Volksschule in Vilsingen. Danach besucht er das Erzbischöfliche Knabenkonvikt St. Fidelis in Sigmaringen. Hier ist er ein Klassenkamerad des späteren Theologen Anton Vögtle, der ebenfalls aus Vilsingen stammt. Nach seiner Reifeprüfung 1932 arbeitet Leo Dreher zunächst ein Jahr im elterlichen Betrieb.

## Mönch und Künstler
Im September 1933 trat er in die Benediktiner-Erzabtei St. Martin in Beuron ein. Im selben Jahr noch legte er die zeitliche  Profess ab, welche er nach drei Jahren feierlich erneuerte.
Von 1934 bis 1936 studierte er Philosophie in Maria Laach und von 1936 bis 1940 Theologie in Beuron. Am 30. Juli 1939 empfing er durch Erzbischof Conrad Gröber die Priesterweihe.
Schon während des Theologiestudiums zeichnete und modellierte Pater Ansgar Dreher. Sein Fürsprecher Pater Otmar Merkle OSB setzte sich dafür ein, dass er zur weiteren Ausbildung nach München ziehen durfte. Dort arbeitete er ab 1940 im Atelier des Bildhauers Karl Rieber. Zusätzlich war er Gastschüler an der Akademie der Bildenden Künste München bei Mayershofer.
Im Herbst 1946 kehrte er nach Beuron zurück und erhielt einen eigenen Atelierraum. Dort ging er seiner Kunst 44 Jahre lang nach.
Im Jahr 1974 verlieh ihm seine Heimatgemeinde Vilsingen das Ehrenbürgerrecht. Am 23. April 1990 verstarb Ansgar Dreher im Kloster St. Martin in Beuron.

## Kunstwerke
Noch heute sind in Vilsingen viele Kunstwerke von Pater Ansgar Dreher zu betrachten. So befindet sich z. B. in der Kirche St. Johannes und Paulus ein Osterleuchter, der von ihm gestaltet wurde. Aber seine Kunst ist auch überregional bekannt. Seine Vielseitigkeit zeigt sich in der Auswahl der Materialien, aber auch der Motive und Ausführungsarten. Neben bildhauerischen Arbeiten, die seine Haupttätigkeit waren, finden sich auch diverse grafische Arbeiten.